# Osmel Sousa
 (juillet 2025).
Si vous disposez d'ouvrages ou d'articles de référence ou si vous connaissez des sites web de qualité traitant du thème abordé ici, merci de compléter l'article en donnant les références utiles à sa vérifiabilité et en les liant à la section « Notes et références ».
Pour les articles homonymes, voir Sousa.
Osmel Sousa est un entrepreneur vénézuélien, né à Cuba le 26 septembre 1940. Il a été le président du comité Miss Venezuela de 1981 à 2018.

## Biographie
Osmel naît à Rodas, un village près de Cienfuegos à Cuba, de parents espagnols. À l'âge de treize ans, sa famille déménage au Venezuela.

## Miss Venezuela
Osmel est reconnu pour son excellence dans la préparation de miss pour des concours de beauté, il est surnommé le "Tsar de beauté", après avoir élu et formé un grand nombre de miss, le Venezuela a remporté 21 concours de beauté sous sa présidence (7 Miss Univers,6 Miss Monde,8 Miss Internationale et 2 Miss Terre.
Il a plusieurs fois tenu des propos choquants, sans jamais être remis en cause par les organisations, et la chaine de télévision diffusant le concours. 
En 1997, il déclare : « Les Vénézuéliennes noires ne sont pas très belles ... Leur nez est trop gros - personne ne pourrait les opérer! Parfois, je choisis une noire, mais elle doit avoir les traits d'une fille blanche qu'on a juste peinte en noir ».
Un conflit a également eu lieu entre lui et plusieurs organisations étrangères (principalement européennes), après notamment la participation au concours Miss Univers en 2014 d'une Hollandaise d'origine somalienne, ainsi qu'en 2015 d'une Française ayant des origines du Bénin, toutes deux ayant terminé en meilleure position que sa candidate.
Il a connu également plusieurs débats, à travers les chirurgies esthétiques des candidates, la gagnante se voyait offerte des chirurgies esthétiques en masse afin d'avoir un visage et un corps « parfaits ».
Les dernières années de son règne en tant que directeur n'ont pas été plus calmes, des polémiques à la suite de propos homophobes tenus publiquement, ainsi que des soupçons de trafic de femmes (prostitution), Pression des candidates gagnantes au concours de beauté.
En février 2018 les accusations ne cessent de tomber, et le 8 février 2018 il présente sa démission publiquement, après que les chaînes de télé aient menacé de stopper toutes ses émissions de mode, concours de beauté et autres, María Gabriela Isler, Miss Univers 2013, lui succède.